# Leuctra brevipennis
Leuctra brevipennis är en bäcksländeart som beskrevs av Ravizza, C. 1978. Leuctra brevipennis ingår i släktet Leuctra och familjen smalbäcksländor. Inga underarter finns listade i Catalogue of Life.